# Bjelovarski korzo
Bjelovarski korzo glavno je gradsko šetalište i društveni prostor u Bjelovaru na kojem se održavaju sve važnije gradske manifestacije i priredbe.
Sastoji se od tri ulice, a to su: Ulica Petra Preradovića, Trg Eugena Kvaternika i Ulica Frane Supila. Započinje sa zgradom dječjeg odjela knjižnice "Petar Preradović", a završava zgradom Gimnazije Bjelovar prije koje se nalazi jedini bjelovarski neboder. U sredini bjelovarskog korza nalaze se: bjelovarska katedrala sv. Terezije Avilske i Gradski muzej u Bjelovaru. Bjelovarski korzo temeljito je obnovljen 2023. godine, kada je zasađen i drvored od stabala običnog graba.

## Galerija
- Bjelovarski korzo s pogledom na Gimnaziju Bjelovar.
- Zgrada na bjelovarskom korzu.
- Bjelovarski korzo s pogledom na katedralu.
- Gradski muzej u Bjelovaru.